# 丁霞
丁霞（1990年1月13日—），河北石家莊人，中國女子排球運動員，場上司職二傳位置，為中國國家女子排球隊隊員。曾效力波蘭球隊Chemik Police。目前效力遼寧女排。
目前爲止，為中國女排打下三大賽3金1銅的傲人成績（未計入2017年女排大冠軍盃金牌）。曾以隊長身份幫助中國女排二隊奪得2014年亞洲排聯盃賽冠軍、2014年仁川亞運會銀牌。于2019年世界盃女排賽、2017年世界女排大獎賽總決賽獲得最佳二傳手獎項。

## 運動生涯

### 2013-14 初露鋒芒
2013年加入中國女排國家隊，她曾攜手隊友為中國隊取得2014年仁川亞運會亞軍以及2015年女排世界盃冠軍。2016年5月3日，國家體育總局授予其國際級運動健將稱號。

### 2015-16 超級替補
丁霞二傳技術以快速靈活為主，因其是慣用左手，能在比賽中出其不意强力二次扣殺。且其左手跳漂发球特別有威脅。在比賽中心理穩定，傳球大膽，防守一流不時有精彩魚躍救球的鏡頭。在2014年以前手上傳球功夫不是很穩定，直到2015年世界女排大獎賽才擺脫隊内邊緣人物處境。在2015年女排世界盃賽對陣塞爾維亞，俄羅斯和日本等關鍵場次時，屢屢出場逆轉比賽，表現相當搶眼。從此奠定了丁霞在中國女排隊内的地位，從而順利參加了2016年奧運會。在巴西里約，郎平采取雙主力二傳戰術，與魏秋月相互彌補，互相提携。丁霞在奧運半決賽和決賽中表現大放異彩，不僅傳球鬼魅難測，還不時獻上二次暴力扣球，為中國女排重奪奧運金牌起了巨大作用。

### 2017-18 角色轉換
里約奧運會之後，隨著二傳魏秋月的淡出與退役，丁霞擔當起東京周期主力二傳的責任。對於以前常擔任超級替補的她來說是個不小的考驗。在2017年世界女排大獎賽中，丁霞大膽靈活的傳球盤活隊伍，拿手絕活暴力二次扣球屢屢提升隊伍士氣。雖然中國女排在大獎賽總決賽中惜敗意大利獲得了第四名，但丁霞獲得了職業生涯中第一個世界級最佳二傳的榮譽，這也是對她在排球生涯中的一大肯定。
2017年9月，代表遼寧女排完成中國全國運動會賽事僅一周，丁霞便代表中國女排參加在日本舉行的女排大冠軍盃比賽。丁霞與隊友合作無間，表現搶眼，以五戰全勝的成績，間隔16年再次獲得該賽事的冠軍。

### 世界級二傳
2017-2018賽季，丁霞作為遼寧女排的隊長以及核心，率領遼寧女排時隔十年進入四強。在2018年世界女排聯賽，丁霞的狀態因為隊内新打法要求有段起伏。也因隊内競爭關係，被部分地域球迷在網上惡意攻訐，質疑其狀態下滑。而曾經懷疑自己是否因年齡增長導致狀態下滑的丁霞，並沒有因爲外界批評而退縮，還是全程專注在訓練上，慢慢調整狀態。2018年雅加達亞運會，丁霞作為主力二傳出征，在場上沈著冷靜，完美发揮出了調配，防守，二次球，攔網等技術，獲得了央視解說以及球迷的認可。最終，中國女排戰勝了日本，韓國，泰國等主要對手，登頂冠軍。
2019年世界盃女子排球賽中國隊蟬聯冠軍，丁霞獲頒最佳二傳。

### 個人特點
丁霞身體素質非常突出，傳球速度、移動、彈跳都不錯，在2015漳州集訓中，她在體能測試中排名全隊第一。作為二傳手，她的攻擊性非常強，尤其是左手二次球，非常暴力，總會令對手措手不及，而且她发球總會破壞對方一傳，也經常能魚躍救球。她靈活多變、膽大、二次攻特點，讓她在二傳中獨樹一格。
在2016-2017中國女排聯賽中，一直處於傳球榜榜首，拋棄其他二傳許多。作為遼寧隊隊長兼主力二傳，總能激活場上攻手，常常比賽超過四人得分上雙。與顏妮的遠網短平快攻配合是一絕。天依無縫，賞心悅目，被球迷戯稱為"二八連綫"（兩人俱樂部背號）。

## 獎項

### 個人榮譽
- 2014年女排亞洲盃：最佳二傳
- 2017年世界女排大獎賽: 最佳二傳
- 2019年世界盃女子排球賽：最佳二傳

### 國家隊
- 2014年女排亞洲盃 - 金牌
- 2014年亞洲運動會排球比賽： - 銀牌
- 2015年亞洲女子排球錦標賽： - 金牌
- 2015年世界盃女子排球賽： - 金牌
- 2016年夏季奧林匹克運動會女子排球比賽： - 金牌
- 2017年女子世界大冠軍盃排球賽： - 金牌
- 2018年亞洲運動會排球比賽： - 金牌
- 2018年女排國家聯賽： - 銅牌
- 2018年世界女排錦標賽:   - 銅牌
- 2019年世界盃女子排球賽： - 金牌
- 2022年亞洲運動會排球比賽： - 金牌

### 俱樂部
- 2013年 中國全國運動會排球成年組： - 亞軍
- 2018-19賽季 中國排球超級聯賽： - 冠軍
- 2021年 中國全國運動會排球成年組： - 銅牌

## 外部連結
- 丁霞的新浪微博